# Когнитивное религиоведение
Когнити́вное религиове́дение (англ. cognitive science of religion) — направление религиоведения, предметом которого является прежде всего изучение религиозных представлений и религиозного поведения с точки зрения когнитивных и эволюционных наук. Зарождение направления (в форме когнитивной теории религии) связано с именем Стюарта Эллиота Гатри, примером отчасти послужил успех развития когнитивных наук, в частности, когнитивной лингвистики Ноама Хомского. Рассматривая религию как форму познавательной деятельности, инструмент приспособления или побочный продукт эволюции, когнитивное религиоведение переосмысляет более ранние исследования в области антропологии религии и социологии религии и может рассматриваться как методологическая основа для сравнительного религиоведения.

## Объект, предмет и метод
Объектом когнитивных исследований религии является религия как социально-психологический и познавательный феномен. Предметом — репрезентация религиозных идей в сознании, их моделирование в поведенческом акте (ритуал), передача и запоминание, а также религиозный опыт, язык религии как механизм познания.
Когнитивная наука объединяет разные методы исследования. Как и большинство других наук, она имеет две крупных группы методов: экспериментальные и теоретические. К теоретическим методам можно отнести метод двойной диссоциации и модульную гипотезу сознания.
Основные теоретические предпосылки когнитивного религиоведения:
- в противоположность интерпретации религиозных явлений в локализованном историко-культурном контексте постулируется необходимость создания общих объяснительных теорий
- религия является синтетической категорией без чётких границ
- религия является частью культуры, следовательно, религиозные явления обусловлены теми же познавательными механизмами, что и другие типы явлений человеческой культуры
- конечным итогом исследований должно явиться установление причинных механизмов или процессов, лежащих в основе религиозных явлений
- изучение познавательных процессов — необходимое условие в исследовании религии

Религиоведы-когнитологи отрицают научную значимость содержания любых форм теологического дискурса. Атрибуты религиозных агентов (богов, вампиров, духов и пр.) в когнитивной теории рассматриваются как представления непосредственных носителей религии. Важно подчеркнуть, что любая форма теологического дискурса — не более чем рефлексия о формальных признаках религиозного агента, имеющая зачастую мало общего с естественными представлениями людей.

## История
Изучение религии как когнитивного феномена началось сравнительно недавно, поскольку оно стало возможно только благодаря когнитивной революции 1950-х годов, а также развития социобиологии и эволюционной психологии. Предшественниками когнитивного религиоведения можно считать Дэна Спербера и Стюарта Гатри.Так, например, когнитивная теория религии как термин впервые появляется в анонсе программной статьи антрополога религии Стюарта Гатри на задней обложке четвёртого номера журнала Current Anthropology за 1979 год.Статья сразу же породила оживлённые дискуссии в кругах антропологов, затем подхваченные религиоведами.
Однако настоящее начало когнитивной науки о религии можно датировать 1990-ми годами. В течение этого десятилетия было опубликовано большое количество влиятельных книг и статей авторов, которые помогли заложить основы когнитивного религиоведения. Среди них: «Переосмысляя Религию: Связь познания и культуры» Э.Томаса Лоусона и Роберта Макколи, «Естественность религиозных идей» Паскаля Буайе, «Внутри Культа» Харви Уайтхауса, «Лица в облаках» Стюарта Гатри, «Народная биология» Скотта Атрана. В 1990-х годах эти и другие исследователи, которые работали параллельно, начали открывать для себя работы друг друга, в результате чего возникло когнитивное религиоведение как отдельная область исследования. В 2000 году Джастин Л. Барретт для обозначения этой области исследования использовал термин «когнитивная наука о религии» в своей статье «Изучение естественных основ религии».
Когнитивное религиоведение в США, Канаде и странах Западной Европы на сегодняшний день является одной из наиболее сильных стратегий мультидисциплинарного исследования религии и одной из важнейших научных школ в современном англоязычном религиоведении, что подтверждается созданием в начале 2006 года Международной ассоциации когнитивного религиоведения (англ. International Association for the Cognitive Science of Religion), а в 2013 «Журнала Когнитивного религиоведения». На сегодняшний день когнитивное религиоведение — это широкая область исследований, которая включает в себя различные подходы и объекты исследования. Работы Паскаля Буайе, Томаса Лоусона и Роберта Макколи, Джастина Барретта, Джоэля Морта, Тодда Тремлина и Илкка Пюсиайнена составляют так называемую «стандартную модель» когнитивного религиоведения. Помимо стандартной модели существуют также сторонники генно-культурной коэволюции: Роберт Бойд, Питер Ричерсон, Джозеф Хенрих, Армин Гирц и Ара Норенцаян, а также культурно ориентированный подход Армина Гирца, Йеппе Йенсена и Йеспера Сёренсена. Эти  подходы имеют преимущества перед «стандартной моделью» в объяснении более сложного взаимодействиями между когнитивными и культурными явлениями. Кроме того существуют учёные, рассматривающие религию как процесс адаптации. Это Дэвид Слоан Уилсон и Ричард Сосис, они в издаются в журнале «Религия, мозг и поведение». Общим для всего когнитивного религиоведения остаётся готовность рассматривать религию и её компоненты в когнитивном и эволюционном ключе, а также обмениваться идеями и результатами экспериментов.

## Основные работы
Наиболее значимыми являются работы: «Переосмысляя Религию: Связь познания и культуры» (1990) Э.Томаса Лоусона и Роберта Макколи, «Естественность религиозных идей»(1994), «Объясняя религию: природа религиозного мышления» (2016) Паскаля Буайе, «Внутри культа»(1995) и «Доводы и Идолы» (2000), «Модели религиозности:когнитивные теории религиозной передачи» (2004) Харви Уайтхауса, «Когнитивные основания естественной истории» (1990) Скотта Атрана, «Лица в облаках»(1995) Стюарта Гатри, «Объясняя культуру» (1996) Дэна Спербера, «Как религия работает: на пути к новой когнитивной науки о религии» (2001) Илкки Пююсияйнена, «Большие боги: как религия изменила сотрудничество конфликт» Ары Норенцаяна, «Религия, Эволюция и Иммунология культурных систем» Йеспера Сёренсена, а также несколько знаковых сборников. Большую ценность в плане анализа современного состояния проблемы имеют обзорные статьи Йеспера Сёренсена, Джастина Баррета, Армина Гирца, Клер Уайт. Существуют и другие работы, так или иначе касающиеся проблематики когнитивного религиоведения.
На русском языке когнитивному религиоведению посвящены работы  М.М. Шахнович,  П.Н. Костылева, Р. А. Сергиенко, Т. В. Малевич, Т. А. Фолиевой, А. Д. Беловой, Д. А. Горевой, И. С. Анофриева . Вторая глава («Религиозное врачевание в контексте когнитивного религиоведения») кандидатской диссертации А. С. Зубаировой-Валеевой также затрагивает проблематику когнитивного религиоведения.

## Обзор основных концепций
Основной объект когнитивных исследований — человеческое сознание, имеющее сложную проблемно-ориентированную архитектуру, модули которой действуют в основном на подсознательном уровне. В сознании мозг сохранил эволюционные ответы на экологические вызовы миллионов лет естественного отбора. Критический период в его развитии длился приблизительно от 1,8 млн до 11 000 лет назад. Таким образом, с точки зрения механизмов познания, наш мозг функционирует также как мозг охотника-собирателя эпохи плейстоцена, для которого критически важна способность быстро и точно различать т.н. агенты и объекты, где под агентом понимается действующий фактор, способный производить движение без постороннего воздействия, в отличие от объекта. При недостатке эмпирических сведений для исчерпывающего представления мыслительные механизмы достраивают картину возможной угрозы, перенося на агент собственную психологическую картину с целью прогнозирования его действий или намерений. Экспериментально доказано стихийное истолкование случайного движения геометрических объектов на экране у взрослых и детей как взаимодействующих агентов с определёнными целями и побуждениями.(ссылку найти)
Стюарт Гатри развивал идею об антропоморфизме как необходимой стратегии, при которой мы рассматриваем окружающий мир сквозь призму наших познавательных средств. Гатри утверждает, что наш мир в силу его сложности нуждается в интерпретациях, самая эффективная схема которых строится на моделировании возможных сценариев. Получила развитие перцепционная (или эвристическая) стратегия с её признанием по умолчанию неоднозначных объектов за намеренных агентов, если не доказано обратное. Генезис религиозных идей в концепции С. Гатри представлен как развитие ряда адаптивных познавательных стратегий, целью которых была интерпретация окружающего мира для прогноза и предотвращения возможной угрозы.
Французский исследователь Дэн Спербер разработал  т.н. «эпидемиологический» подход к изучению отличительных особенностей передачи идей. В них следует различить индивидуальные и общественные представления в акте коммуникации. Первые представляют собой состояния сознания субъекта, вовлечённого в акт коммуникации, вторые же — внешне доступная её часть (формальная сторона учения, произведения религиозного искусства и пр.). Д. Спербер заключил, что между ними не может быть установлено никакого детерминированного отношения, отсюда значение сообщения не может быть выведено из общественного представления. Успешный акт коммуникации использует представления, несущие в себе изначальную способность вызывать определённые выводы в познавательной системе субъекта. Передача представлений управляется психологической уместностью — активной силой, формирующей культурное приобретение. У более соответствующей информации есть естественное преимущество перед менее соответствующей информацией.
В фундаментальном труде антрополога Паскаля Буайе «Естественность религиозных идей» (1994) доказывается, что религиозные представления являют собой частный случай представлений, объединяющих явные «минимально противоинтуитивные» (minimally counterintuitive) аспекты, имеющие мнемоническое преимущество, с неявными интуитивными аспектами. Различие между первыми и вторыми основано на гипотезе о том, что познавательные механизмы человеческой психики проблемно ориентированы, то есть предназначены для обработки определённых типов информации. Комбинация интуитивных и противоинтуитивных свойств имеет большое значение в религиозном представлении, поскольку оно должно оставаться достаточно знакомым, чтобы быть способным производить дальнейшие выводы. Для религиозных представлений или идей характерно либо нарушение проблемно-ориентированных интуитивных выводов, либо перенос ограниченного числа выводов из другой области интуитивных ожиданий — интуитивной физики, биологии или психологии. Объединение видов нарушений ожиданий с естественными онтологическими категориями (человек, животное, растение, естественный и искусственный объекты) даёт ограниченный класс сверхъестественных понятий. Таким образом, эта теория объясняет очевидный параллелизм ряда религиозных понятий в различных культурных традициях, прошедших своеобразный «естественный отбор».
В ходе ряда экспериментальных исследований под руководством Джастина Баррета было установлено фактическое существование двух параллельных уровней представлений о религиозных агентах, которые могут даже противоречить друг другу, — «теологического» (формального) и «интуитивного» (фактического) знания. Последнее функционально более значимо, поскольку в контекстах, которые требуют использование понятия бога для быстрого произведения выводов или прогнозов, абстрактные, теологические атрибуты богов, которые характеризуют рефлексивное размышление, исчезают. Первый уровень характеризуется как явный, аналитический, абстрактный, рефлексивный, сознательный. Второй — как неявный, интуитивный, конкретный, бессознательный. Формальные представления являют собой сложную систему, работающую в системе языка и почти без аффектов, требующую систематического рассуждения, имеющую высокий уровень абстракции и относительно недолгую эволюционную историю. Фактические — основаны на опыте, кодируют информацию в конкретную, целостную, невербальную форму, глубоко связаны с аффектами и не требуют усилия или внимания. Параллельным существованием концептуальной и вычислительной стратегий в сознании и объясняется несовпадение установленных религиозных воззрений верующих и экспериментально полученных данных.
Основывающийся на полевых исследованиях в Папуа — Новой Гвинее и теориях человеческой памяти, Харви Уайтхауз разработал теорию двух модусов религиозности, отражающую два положения аттрактора в культурной передаче. «Доктринальный модус религиозности» (англ. the doctrinal mode of religiosity) — сложные религиозные представления передаются через процесс непрерывного ритуального повторения, что позволяет им стать частью семантической памяти (деконтекстуализованного и схематизированного знания). Этот модус религиозности имеет следующие особенности: распространена в письменных культурах или под их влиянием, зависит от частого повторения и опытных священнослужителей, имеет развитое религиозное лидерство и обращение в веру, запрещаются индивидуальные интерпретации учения и наличествует сложный культ. «Образный модус религиозности» (англ. the imagistic mode of religiosity) в большей степени использует эпизодическую память (более контекстно-зависимую и эмоционально направленную). Доктринальный комплекс сводится к «непосредственному экзегетическому отражению» (англ. Spontaneous exegetical reflection), выраженном в большом разнообразие личных представлений. Эпизодические ритуалы с яркой эмоциональной окраской создают психологический «эффект фотовспышки», т. е. часто травмирующие средства передачи (обряды инициации). Эта форма распространена преимущественно в небольших социальных группах с сильным единством, основанном на разделённом личном опыте. Теория двух модусов религиозности объясняет возможность передачи «познавательно неоптимальных» религиозных представлений.
Томас Лоусан и Роберт Макколи разработали теорию когнитивных репрезентаций ритуала. Они полагают, что существует некая врождённая грамматика ритуала, по аналогии с грамматикой естественного языка. Они считают, что отличительная черта религиозного ритуала, в отличие от других действий, в том, что в нём играют роль представления о сверхъестественном агенте. Макколи и Лоусон выделяют два основных принципа, объясняющих ключевую роль сверхчеловеческого агента в религиозном ритуале. Это принципы сверхчеловеческой агентности и принцип сверхчеловеческой непосредственности. Оба принципа определяют критерии для систематической классификации религиозных ритуалов. Принцип сверхчеловеческой деятельности основан на следующем: сверхчеловеческий агент может являть действующим лицом ритуала или же напрямую связан с деятельностью ритуала. Это даёт право обозначить различие между двумя основными видами ритуала. Первые — те, в которых основная связь с богами осуществляется через специального агента. Вторые — те, в которых связь с богами осуществляется посредством пациента и ритуального действия. Принцип сверхчеловеческой непосредственности заключается в том, что для того чтобы понять, как боги присутствуют в ритуале необходимо выстроить цепочку позволяющих ритуалов, последнее звено которой будет первоначальным входом сверхъестественного агента. Они также вводят понятие разрешительного действия. Разрешительные действия — это предыдущие ритуалы, успешное завершение которых необходимо для успешного завершения текущего ритуала. Таким образом, ритуал рассматривается в системе связанных с ним ритуалов. Эти два принципа определяют множество особенностей ритуала: являются ли последствия ритуала потенциально обратимыми или нет, позволяет ли ритуал замещать различные его элементы, нужно ли повторять ритуал, какое место ритуал занимает в религиозной системе, почему религиозные ритуалы предполагают сенсорную избыточность и эмоциональное возбуждение.
Ричардом Сосисом и исследователем религии Джозефом Булбулией была разработана теория, рассматривающая религию как адаптацию. Они, опираясь на теорию передачи дорогостоящих сигналов Захави (Zahavi) утверждают, что религиозное поведение можно определить как дорогостоящий сигнал, способный подтвердить приверженность группе и подлинность своих обязательств перед группой. Одним из вариантов этой гипотезы, рассматривающей религиозные понятия в похожем ключе, является гипотеза предвзятости обучения Джозефа Генриха. Гипотеза состоит в том, что учащиеся должны продемонстрировать в некой символической форме свою приверженность определённой культурной модели и религиозным понятиям. Таким образом, религиозные понятия могут служить гарантом таких дорогостоящих сигнализаций, а значит иметь преимущества при отборе между культурными группами. Однако ряд экспериментов, проведённых в последние годы указывает, что религиозное поведение и ритуалы сами по себе не способствуют просоциальности.
Ряд исследователей критикуют понимание культуры стандартной моделью когнитивного религиоведения. Они поддерживают идеи стандартной модели об образовании религиозных понятий, однако, с их точки зрения, понимание культуры как эпифеномена ошибочно. Они указывают, что такой подход недостаточен для понимание того, почему некоторые контринтуитивные понятия являются культурно успешными (например, широко распространёнными), а другие терпят неудачу. Существует несколько объяснительных моделей, опирающихся на конструктивную роль культуры. Йеспер Сёренсен и Армин Гиртц предлагают так называемую «иммунологию культурных систем» (immunology of cultural systems). По их мнению, существует определённая иерархическая система понятий, в том числе и религиозных понятий. Таким образом, они рассматривают религиозные понятия как часть бо́льших и относительно устойчивых кластеров взаимодополняющих понятий, обуславливающих широкий спектр понятий и форм поведения. Такие большие области связанных понятий они называют теоретикоподобными (theory-like) концептуальными областями. Они также подчёркивают тот факт, что религиозные понятия хранятся в форме нарратива и могут передаваться в нарративных структурах, т.е. в связи с другими понятиями. Опираясь на теорию концептуальной метафоры, разработанную Лакоффом и Джонсоном, утверждают, что мы можем извлечь фундаментальные концептуальные структуры, определяющие мышление и религиозные нововведения в конкретном культурном контексте.
Другие исследователи Жерве и Хенрих указывают, что культурное распространение понятий, в том числе сверхъестественных религиозных понятий, зависит не только от их репрезентативного содержания, но и от предубеждений культурного обучения, которые подталкивают индивидуумов выборочно обращать внимание и приобретать понятия и степень приверженности (или веры) непосредственно от тех, кто их окружают. Таким образом, они указывают на два уровня в религиозных понятиях: уровень связанный с содержанием (content biases), и уровень связанный с контекстом (context biases). Минимальная противоинтуитивность будет относиться к успешному содержанию понятия. Но для успешного распространения и для того, чтобы такие понятия стали религиозными они должны обладать «предубеждениями, связанными с успехом и престижем» (success and prestige bias) в данной культуре, иметь способность к конформистской трансмиссии (conformist transmission), а также иметь вербальное выражение (связанные с ними ритуалы, здания, изображения), т.е. успешную связь с контекстом.
С. Атран и А. Норезаян, А. Гирц, последователи теории двойного наследования (DIT), рассматривают эволюцию культуры, применяя к ней так называемый эффект храповника для объяснения кумулятивного распространения религиозных понятий и сохранения их в популяции. Они так же изучают влияние такие религиозных понятий как «большие боги» (big gods) на социальную сплочённость и развитие обществ. Они пришли к выводу, что понятия о больших богах — понятия, связанные с моралью, наказанием и обладающие полным доступом к стратегической информации, способствуют кооперации внутри группы и в то же время способствуют возрастанию конфронтации с другими группами. Они также считают, что, возникнув однажды, такие религиозные понятия имеют тенденцию к быстрому распространению и запоминанию и, повторяя эффект храповника, уже не будут вытеснены из культуры, совершая таким образом, как бы переход на новую ступень.

## Основные понятия
- Представление (ментальная репрезентация, когнитивная репрезентация) — процесс представления мира в сознании человека или единица такого представления, замещающая какой-либо предмет в процессах мышления.
- Когнитивный побочный продукт — рассмотрение верований и практик не как функциональных адаптаций, а как результат действия систем сознания, которые эволюционировали вне контекста религии.
- Минимально контринтуитивные понятия — понятия, которые в минимальной степени нарушают онтологические категории. Они легче запоминаются (благодаря элементам контринтуитивности) и просты в использовании (в значительной степени благодаря тому, в большей степени соответствуют ожиданиям).
- Механизм «теории разума» (англ. Theory of Mind MechanismTheory of Mind Mechanism) — фундаментальное свойство мышления, заключающееся в перенесении на агента собственной психологической картины с целью прогнозирования его действий или намерений.
- Механизм обнаружения действующей силы[англ.] (англ. Agency Detection DeviceAgency Detection Device) — фундаментальное свойство мышления, заключающееся в вероятном приписывании действующего фактора тем объектам, которые нарушают интуитивные границы действительного, играет большую роль в интерпретации информации, имеющей неоднозначную причинно-следственную связь. Джастин Л. Барретт утверждает, что у людей это механизм гиперактивен, что вызывает большое количество ложноположительных ошибок.
- Религиозный субъект — гипостазированное существо, обладающее доступом к стратегической информации и рядом антропоморфических признаков, минимально необходимым из которых является разум. Представляя собой продукт психологической уместности, представление о религиозном агенте формируется на основе естественной онтологической категории, ординарность которой нарушается либо в одной из областей интуитивных ожиданий, либо путём переноса несвойственного ей признака другой категории.
- Репрезентативный дуализм — основная характеристика концепции Дж. Барретта, объясняющей значительное расхождение между формальными верованиями и народными представлениями.
- Иммунология культурных систем (англ. immunology of cultural systems) — понятие используемое Йеспером Сёренсеном и Армином Гиртцом для объяснения влияния культуры на запоминаемость и передачу понятий. По их мнению, существует определённая иерархическая система понятий, которые образуют устойчивые кластеры взаимодополняющих понятий.
- Просоциальная адаптация — согласно просоциальному адаптационному подходу к религии, религиозные убеждения и практики следует понимать как функцию выявления адаптивного просоциального поведения и избежания проблемы безбилетников. В рамках когнитивной науки о религии этот подход в первую очередь преследует Ричард Сосис и Дэвид Слоан Уилсон.
- Дорогостоящая сигнализация — практики, на которые можно полагаться из-за их высокой стоимости, чтобы обеспечить честный сигнал относительно намерений агента. Ричард Сосис предположил, что религиозные практики могут быть объяснены как дорогостоящие сигналы о готовности к сотрудничеству. Аналогичные аргументы были проведены Лайл Стедман и Крейг Палмер.
- Двойное наследование — в контексте когнитивной науки о религии, теория двойного наследования может быть понята как попытка объединить когнитивные побочные продукты и просоциальную адаптацию с использованием теоретического подхода, разработанного Робертом Бойдом и Питером Ричерсоном. Основная точка зрения заключается в том, что, хотя вера в сверхъестественные сущности является побочным продуктом познавательной деятельности, культурные традиции использовали такие понятия для мотивации просоциального поведения.

## Критика когнитивного религиоведения
Активно критикуются как теоретические предпосылки когнитивного религиоведения, так и результаты проведённых экспериментов. Критики обычно указывают, что вычислительная теория разума и модульность сознания не единственные возможные подходы и имеют ряд недостатков при объяснении религии. Когнитивное религиоведение критикуется за культурный элиминативизм, изоляцию сознания от окружения, редукционизм, игнорирования значения контекста при рассмотрения религиозных понятий. Эти и некоторые другие положения, касающиеся критики когнитивного религиоведения, рассматриваются в работе Коэн, Уайтхауса, Макколи, Ланмана, Маккендрика, Мартина, Сёренсена.
Также одной из проблем, стоящих перед когнитивными религиоведами, является сложность в проверке их гипотез, поскольку количественные исторические данные, касающиеся религиозных понятий, либо недостаточны, либо имеют сомнительное качество, либо попросту отсутствуют. Для решения этой проблемы ряд исследователей создают крупные базы данных. Так, например, уже существуют три отдельные, но связанные между собой базы данных, разработанные Эдвардом Слингерландом, Харви Уайтхаусом и Питером Турчиным. Целью таких баз данных является проверка конкурирующих теорий на исторических данных.
Ещё одним способом проверки гипотез когнитивного религиоведения является проведение психологических экспериментов в лаборатории и на местах. Однако нередко такие исследования проводятся на малых группах, а также чаще всего на участниках, относящихся к западной цивилизации. К счастью, проводятся и межкультурные исследования, но многие из них состоят из самоотчётов, что, конечно, почти также проблематично. Кроме того, для многих экспериментов не были проведены повторные проверки. Критическому обзору экспериментов и основных положений когнитивного религиоведения посвящена работа Дэниэля Малленса.
Когнитивное религиоведение подвергается критике и со стороны теологов. Так, протестантский теолог Нэнси Мерфи считает, что когнитивное религиоведение правильно описывает корни религиозного опыта примитивной культуры, но те же выводы не могут быть применимы к христианству. Похожей точки зрения придерживается Джон Полкинхорн.